# Tata Daewoo
Tata Daewoo (tiếng Hàn: 타타대우상용차) là một công ty chuyên về sản xuất xe tải của Hàn Quốc, đặt trụ sở chính tại quận Soryong-dong, thành phố Gunsan, tỉnh Jeolla Bắc.

## Lịch sử và sự thành lập
Năm 2003, tập đoàn Daewoo phá sản do những tác động từ cuộc khủng hoảng tài chính châu Á. Một năm sau đó, công ty Tata Motors đến từ Ấn Độ đã tiến hành mua lại bộ phận sản xuất xe tải của Daewoo để thành lập "Công ty Cổ phần Thương mại Tata Daewoo".

## Các dòng xe tải
- GMK/Chevrolet/Isuzu Truck (Công ty Ô tô GM Korea, 1971)
- SMC Truck (Công ty Ô tô Saehan, 1976)
- Elf (Công ty Ô tô Saehan, 1976)
- Daewoo Truck (Công ty Ô tô Daewoo, 1983)
- Elf New Model (Công ty Ô tô Daewoo, 1986)
- Daewoo Truck New Model (Công ty Ô tô Daewoo, 1986)
- Daewoo Truck Super New Model (Công ty Ô tô Daewoo, 1993)
- Daewoo Chasedae Truck (Công ty Ô tô Daewoo, 1995)
- Daewoo Novus Truck (Tata Daewoo, 2004)